# Ölandspartiet
Ölandspartiet (ÖP) är namnet på två olika politiska partier i Borgholms och Mörbylånga kommuner i Kalmar län. Borgholmspartiet hette tidigare "Kommunens Bästa" och Mörbylånga har man lagt till "Ölandspartiet Södra". I valet 2006 erhöll Ölandspartiet 222 röster (3,12%) i Borgholms kommun och 347 röster (4,01%) i Mörbylånga kommun. Därmed vann partiet representation i båda kommunfullmäktige med två mandat vardera. Ölandspartiet i Mörbylånga kommun leds av Charlotte Barvestad. Ölandspartiet i Mörbylånga vann inga mandat i valet 2014 och ställde inte upp i kommunfullmäktigevalet 2018.

## Valresultat i Borgholms kommun
| År   | Röster | %    | Mandat  |
| ---- | ------ | ---- | ------- |
| 2002 | 341    | 4,88 | 2 av 49 |
| 2006 | 222    | 3,12 | 2 av 49 |
| 2010 | 555    | 7,62 | 3 av 49 |
| 2014 | 264    | 3,49 | 1 av 49 |
| 2018 | 344    | 4,49 | 2 av 41 |
| 2022 | 133    | 1,73 | 0 av 41 |

## Valresultat i Mörbylånga kommun
| År   | Röster | %    | Mandat  |
| ---- | ------ | ---- | ------- |
| 2002 | 675    | 8,05 | 4 av 49 |
| 2006 | 347    | 4,01 | 2 av 49 |
| 2010 | 134    | 1,44 | 1 av 49 |
| 2014 | 97     | 0,98 | 0 av 49 |